# Udmat
Udmat – wieś w Słowenii, w gminie Laško. W 2018 roku liczyła 49 mieszkańców.